# Алмаржен-ду-Бишпу
Алмаржен-ду-Бишпу (порт. Almargem do Bispo)  —  район (фрегезия) в Португалии,  входит в округ Лиссабон. Является составной частью муниципалитета  Синтра. Находится в составе крупной городской агломерации Большой Лиссабон. По старому административному делению входил в провинцию Эштремадура. Входит в экономико-статистический  субрегион Большой Лиссабон, который входит в Лиссабонский регион. Население составляет 8 983 человек на 2011 год. Занимает площадь 37,42 км².
Покровителем района считается Апостол Пётр (порт. São Pedro). 